# 勇氣默示錄
《勇气默示录》是史克威尔艾尼克斯于2012年10月11日发行的任天堂3DS用電子角色扮演遊戲。
2013年9月，史克威尔艾尼克斯宣布本作的“完全版”《勇氣默示錄：For the Sequel》（Bravely Default: For the Sequel）于同年12月5日发售，并确认了之前宣布的游戏海外版将为此版本；此外制作组官方也确认了《勇气默示录2 终结次元》的开发，後來於2015年4月推出。本作的累計銷量已達100萬套以上。2017年3月，外傳手機遊戲《勇氣默示錄 童話效應》於Android及iOS平台登場。2019年12月，官方宣佈另一續作《勇氣默示錄II》將於2021年在任天堂Switch推出。

## 概要
《勇氣默示錄》是由2009年制作《光之4战士 -最终幻想外传-》的主要成员所创的RPG，最初被定性為該作的續作，但後來團隊決定將構想內容套入全新獨立的世界觀，只保留少部分與《最終幻想》相似的遊戲操作和設定，在正式發佈名字時被称为全新制作的“王道幻想RPG”。
本作每一部作品的標題都特別隱含了對內容發展的的重要透示，會在遊戲到達某個進度時向玩家揭盅。

## 故事
故事發生在盧森達爾克，一個倚賴風、火、水、土四枚原素水晶維持平衡的世界。這些水晶原本由全地區信奉的水晶正教所保護和監控，直至有一天，黑暗力量突然將所有水晶吞噬，使世界陷入混亂，並引發多場大災厄。其中持有風之水晶的巫女阿妮艾斯（Agnes），在一眾教徒拼死掩護下，僥倖逃離被混亂滅絕的神殿。同時間，男牧羊人迪茲（Tiz）的故鄉也被地裂出來的大洞穴波及，除他以外的所有村民無一倖免。倖存的他回到大洞穴尋找親友時，遇見流亡的阿妮艾斯和她在路上偶遇的仙女同伴艾婭莉（Airy）。了解水晶力量需要被巫女祈願喚醒後不久，他們被自稱隸屬艾塔尼亞國的外來軍團阻截。合作擊退敵人後，迪茲決定要掩護安妮艾絲，完成巡迴世界修復水晶力量的旅程。
他們在鄉村附近的重鎮整裝待發時，結識了期望拆解一本預言書秘密的失憶青年林格阿貝爾（Ringabel），和受上司公然干犯戰爭罪行打擊而離隊的艾塔尼亞兵士伊蒂亞（Edea）。五人於是一同結交旅途上遇見的各種職人，穿梭坐落不同國度的三個神殿，並擊退抵抗的艾塔尼亞軍，成功喚醒各處的水晶。旅程中他們遇到了導師尤爾亞納（Yulyana）和不死君主雷斯塔（DeRosso），得到他們的協助和監察，並被他們尊稱為「光明戰士」。最終，他們來到了最後一枚水晶的所在地，也就是艾塔尼亞國，而該國的元帥原來是伊蒂亞的父親布雷布（Braev）。在大戰後他們成功把最後的水晶喚醒，結果竟令大洞穴出現了大型光柱。艾婭莉意識到自己的使命，上前完成穩定世界的儀式。這時曾在年少時與伊蒂亞交心的蒙面黑騎士阿納賽爾（Alternis），突然前來狙擊他們。令人愕然的是，卸下臉具的他，竟然展示與林格阿貝爾相同的模樣。大家勉強擋下猛攻之際，艾婭莉的儀式似乎出現了偏差，把大家送光柱，穿越到某一個地方。
著陸後大家理順了狀況，得悉水晶和大洞穴竟然回到一開始的狀態。主角一行人決定再次歷險，但路途中開始意識到每一個旅程曾經遇上的職人和艾塔尼亞兵士，偕有早前無法了解的另一面和細節上的不同。他們開始意識到大家在穿越平行世界的盧森達爾克，而艾婭莉最終進行的儀式，似乎都只有同一結果。透過大同小異的旅程，他們知曉艾塔尼亞國是布雷布接收眾多被水晶正教拋棄的有能之士而建立。這股勢力認定今次是盧森達爾克過份倚賴水晶力量，而自己找來的這場災禍，所以必須奮勇地打破整個局面。而尤爾亞納和雷斯塔原來都算是布雷布的同伴，本來負責由水晶正教內部整頓勢力。而每一次的相會，他們都借機警告阿妮艾斯和迪茲，要提防每次負責最後一步的艾婭莉可能有詐。另一方面，每次在艾塔尼亞國的最終戰鬥，似乎都令布雷布開始反思自己奮勇的方向是否錯誤。
終於有一刻，林格阿貝爾記起了他的所有過去，並私下告誡艾婭莉以外的隊友。原來他是其中一個平行世界的「阿納賽爾」。他憶起到達迪茲的世界前，是跟尤爾亞納和雷斯塔一樣，作為艾塔尼亞國追蹤巫女一行人的下屬。他最終親睹艾婭莉因為真正意圖被揭穿，而在到達光柱前變成怪物，殲滅了其他三名隊員，包括他自小被布雷布領養後，一生最為關注的伊蒂亞。發現艾婭莉使用水晶力量後的他追趕上去，卻因著沒有完整參與儀式而在穿越後失憶，但同時成為不會因穿越而覆寫平行世界個體的特異存在。他僅餘一直以來慣常隨行編寫的兵士日記，紀錄過去所有事情，也就成為大家一開始誤解的預言書。林格阿貝爾的告白，揭示艾婭莉一直以來都在說謊，所做的儀式原來並非修正水晶平衡，而是要藉每一平行世界的水晶打通力量連結，透過大洞穴奉獻給她真正的惡魔主人奧羅波羅斯（Ouroboros）。
在此故事將產生分歧。正常結局中，阿妮艾斯悲憤地打碎了其中一個水晶，令艾婭莉意識到陰謀敗露了。她旋即把聖殿周遭化為黑暗結界，以重演殲滅主角一行人的狀況，不過最終她還是被眾人擊敗了。消失前其豪言奧羅波羅斯的侵略進程並沒有停止，暗示未有登場的惡魔可以將她安置於類近本作伊始的平行世界中，重新聚集能量。尤爾亞納和雷斯塔這時趕來，告知眾人必須趁大洞穴的連結關閉前回歸所屬世界，而他們會為一切作善後。
真實結局中，眾人決定見步行步，黯然繼續旅程。直至艾婭莉在一次認為水晶能力足夠時，露出真面目對抗眾人，最後被大家擊退回黑暗結界。眾人到不遠處再會一路引導他們的尤爾亞納和雷斯塔，確認二人在1800年前曾經敵對。當時他們卻遇著一名存活不久的空降天使，預告所有災厄和惡魔詭計的發生，促使他們放下成見，一同應付這場滅絕所有世界的危機，並修成長生不老與突破平行世界的功力。過程當中，他們都意會到天使其實是跟林格阿貝爾屬同一平行時空，在艾婭莉重擊後勉強進行最後穿越的「阿妮艾斯」。
覺悟的一行人下定了將惡魔勢力連根拔起的決心，向黑暗結界深處進發。這次大家終於看到艾婭莉背後奧羅波羅斯的真身。艾婭莉接受強化力量數次後都被打敗，使奧羅波羅斯忍不住將之吸收，親身上陣。當他嘲笑巫女一行人如何跟自己一樣充滿私心和罪惡之際，其利用力量進軍上位世界天界的陰謀亦被揭露了。天界的真面目，竟然是玩家所屬的現實世界，而迪茲似乎是天界偷偷讓玩家之魂連繫盧森達爾克的存在。奧羅波羅斯向眾人發動終極攻擊，並一度進行無間斷生命回復，和以不同連結榨乾平行世界的力量以作攻擊。不過在雷斯塔壯烈犧牲自己去制止回復，與及其他平行世界的一行人同心遏止連結下，覺悟的眾人終於把握到難得一次機會將奧羅波羅斯打敗。所有平行世界在它消失後回復正常運作，在所有大洞穴連結消失下互不干預。
一切過後，阿妮艾斯和伊蒂亞分別回到了因為此事啟動變革的水晶正教和艾塔尼亞國，期望以自身經歷引導兩邊的人走上正確的道路。林格阿貝爾成功回到自己的世界，重新成為「阿納賽爾」，並加入了三人制止艾婭莉的戰鬥，盼望改寫命運（正常結局中只能原地哀悼）。而得知自身命運的迪茲，則毅然回到故鄉附近的重鎮，與最初交往的鎮民繼續生活（正常結局至此結束）。在跟阿妮艾斯和伊蒂亞約定半年後重聚的那一天，他奮勇地堅守世界的準則，放出天界賦予的魂魄，就此長眠。

## 主题歌
结束曲（朝向希望的叙事曲）
作词·作曲：Revo（Linked Horizon）、歌：Joelle、Revo

## 相关作品

### 音乐
- Bravely Default Flying Fairy Original Soundtrack
- ルクセンダルク小紀行
- ルクセンダルク大紀行

### 遊戲
- Bravely Second (3DS)
- Bravely Default：Praying Brage (Web)
- BRAVELY ARCHIVE D's report (Android/ios)

## 脚注
1. ↑  BDFF 強化版《Bravely Default: For the Sequel》發表 收錄「續篇」要素 （页面存档备份，存于）.2013-09-02.巴哈姆特.[2013-09-05].
2. ↑  .   [2018-03-19]. （原始内容存档于2018-01-23）.
3. ↑  .   [2013-01-14]. （原始内容存档于2012-07-16）.